# Fosse no 6 des mines de Lens
La fosse no 6 dite Saint-Alfred ou Alfred Descamps, anciennement dénommée fosse d'Haisnes, de la Compagnie des mines de Douvrin puis de la Compagnie des mines de Lens est un ancien charbonnage du Bassin minier du Nord-Pas-de-Calais, situé à Haisnes. La Compagnie de Douvrin commence le puits en mars 1859 et la fosse commence à extraire en 1861. Mais l'extraction reste faible et la compagnie est mise en liquidation judiciaire. La Compagnie de Lens rachète la fosse et la concession pour 500 000 francs dans le but de s'en servir pour exploiter sa propre concession. La fosse est détruite durant la Première Guerre mondiale. Elle est reconstruite dans le style architectural des mines de Lens, avec un chevalement en béton armé. L'extraction cesse en 1936 mais la fosse est conservée pour assurer l'aérage de la fosse no 13.
La Compagnie des mines de Lens est nationalisée en 1946, et intègre le Groupe de Lens. En 1952, ce dernier fusionne avec le Groupe de Liévin pour former le Groupe de Lens-Liévin. Des habitations sont construites à proximité de la fosse. Le puits est comblé en 1959.
Au début du XXIe siècle, Charbonnages de France matérialise la tête de puits no 6. Un sondage de décompression S51 est entrepris au nord-est du puits à la fin de l'année 2004. La fosse no 6 est inscrite aux monuments historiques le 23 novembre 2004. Elle a été inscrite le 30 juin 2012 sur la liste du patrimoine mondial de l'Unesco.

## La fosse

### Fonçage
La Compagnie des mines de Douvrin a ouvert en mars 1859 un puits d'extraction au diamètre utile de 4,04 mètres, sur le territoire d'Haisnes, à environ 400 mètres de la limite nord de la concession de Lens, à 200 mètres à l'ouest de la route de Lens à la Bassée, et à 500 mètres au nord du clocher d'Haisnes. Le niveau est passé avec une machine d'épuisement de 120 chevaux. Le maximum d'eau est de 740 hectolitres par minute. Le cuvelage commence à 2,70 mètres et finit à 77,30 mètres en octobre 1860, puis définitivement à 80,20 mètres. Le puits rencontre le terrain houiller à 150 mètres,, et on y ouvre deux accrochages, à 178 et à 213 mètres,, dont les bowettes ont traversé sept couches de houille maigre, tenant 8,1 % de matières volatiles.

### Exploitation

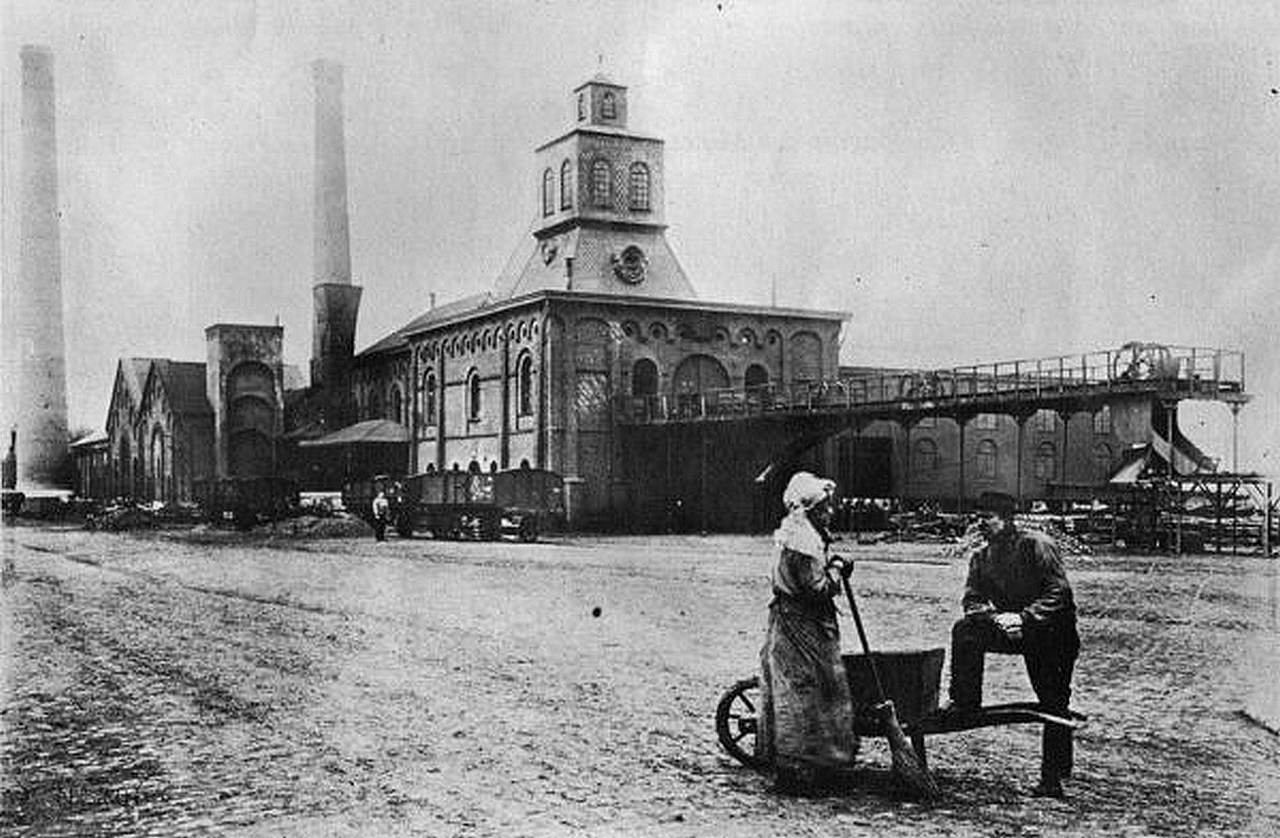
La fosse construite par la Compagnie de Douvrin.

La fosse commence à produire en 1861. Cinq de ces veines sont exploitables et ont été exploitées sur une certaine étendue. Mais leur allure est irrégulière et découpée par de nombreuses failles ; de 1861 jusqu'à 1866 leur exploitation ne fournit que des produits insignifiants, s'élevant, en totalité, pendant ces cinq années, à 12 642 tonnes seulement. Le défaut de ressources financières et l'incertitude dans laquelle se trouve la société relativement à l'obtention d'une concession, l'ont déterminée, en 1863 et 1864, à suspendre à peu près entièrement son exploitation. On a toutefois approfondi la fosse jusqu'à 240 mètres, et retrouvé la veine no 5 avec une allure plus régulière et une puissance de 1,20 à 1,50 mètre. Un décret du 18 mars 1863 a accordé à la Compagnie de Douvrin une concession de 700 hectares ; une maison de Paris a fourni les fonds nécessaires à la reprise des travaux. Au-dessous de 213 mètres, les veines sont atteintes et exploitées par des bures. Le bure établi à 1 200 mètres au sud de la fosse constitue, par sa section et son armement, un véritable puits intérieur ; deux étages y ont été établis aux profondeurs de 325 et 434 mètres. L'orifice du puits de la fosse d'Haisnes est situé à l'altitude de 26,18 mètres.
L'extraction de la fosse de Douvrin qui n'est que de 5 405 tonnes en 1865 s'élève à 23 575 tonnes en 1866 et 20 738 tonnes en 1867. Elle tombe ensuite à 12 358 tonnes en 1868 et à 11 434 tonnes en 1869, et continue à décroître les quatre années suivantes, de 1870 à 1873. Elle n'est en totalité que de 17 285 tonnes pour ces quatre années. Dès la fin de 1869, un jugement du tribunal de Béthune a prononcé la dissolution de la Société ; et les liquidateurs maintiennent la fosse en activité, mais sans exécuter d'autre travail que celui indispensable en vue de la vente de l'entreprise.

### Rachat par la Compagnie de Lens
Cette vente a eu lieu le 3 octobre 1873, en faveur de la Compagnie de Lens, moyennant le prix de 500 000 francs. Un décret du 5 mars 1875 a autorisé la réunion de la concession de Douvrin à celle de Lens, et la Compagnie de Lens a réorganisé la fosse de Douvrin, désignée sous le no 6, Saint-Alfred ou Alfred Descamps. À la surface, des installations spacieuses et bien entendues ont été construites pour la manœuvre des wagons, pour le triage et le criblage des charbons ; une machine d'extraction, système Corliss, à détente, a été montée, et la voie ferrée qui relie la fosse au rivage de Pont-à-Vendin et à la gare de Violaines a été terminée.

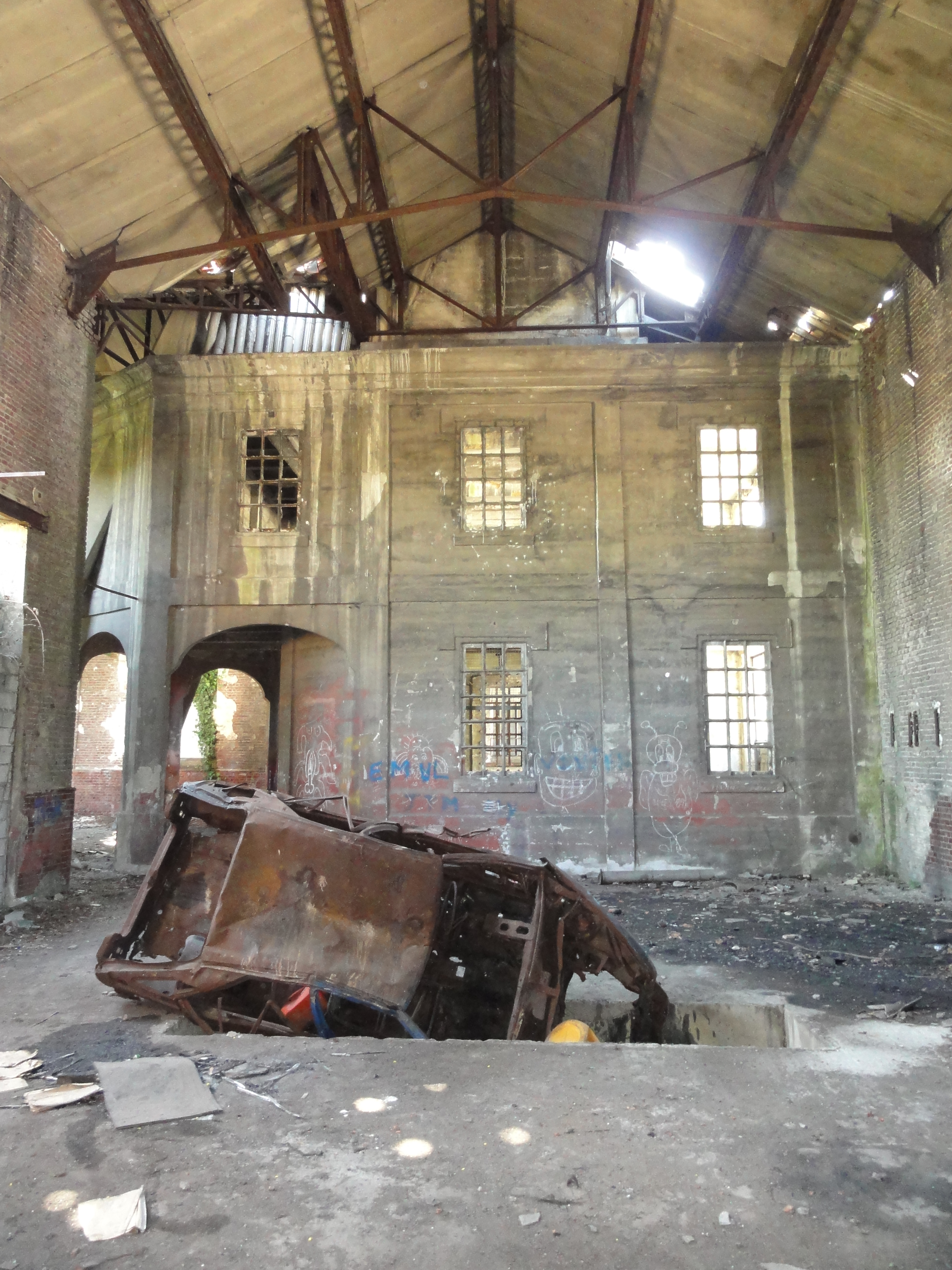
La base latérale du chevalement.

Des travaux souterrains, dans la direction du sud et pénétrant dans la concession de Lens, ont amené la découverte de neuf couches de houille, de nature sèche, tenant de 15 à 16 % de matières volatiles, propre au chauffage des générateurs, et dont l'exploitation, malgré l'irrégularité des terrains, fournit une extraction importante, qui figure, à partir de 1874, dans la production totale des mines de Lens. Ainsi, il a été extrait par la Compagnie de Lens à la fosse de Douvrin 3 782 tonnes en 1874, 11 661 tonnes en 1875, 31 716 tonnes en 1876, 14 883 tonnes en 1877, 37 746 tonnes en 1878 et 67 000 tonnes en 1879, soit un total de 166 788 tonnes.
Toutefois, la formation houillère ne paraît avoir qu'une faible épaisseur à Douvrin. En effet, un puits d'enfoncement pratiqué à 50 mètres de la fosse, et vers 310 mètres de profondeur, a constaté la présence de schistes dévoniens avec intercalations de calcaires. Cette indication annonce, en cette région, la fin du bassin à la profondeur de 310 mètres.
La fosse, détruite durant la Première Guerre mondiale, est reconstruite dans le style architectural des mines de Lens, et avec un chevalement en béton armé. L'extraction cesse en 1936 mais la fosse est conservée pour assurer l'aérage de la fosse no 13, sise à Hulluch à 2 346 mètres au sud-sud-est, qui possède déjà le puits no 13 bis pour son aérage.

### Nationalisation
La Compagnie des mines de Lens est nationalisée en 1946, et intègre le Groupe de Lens. En 1952, ce dernier fusionne avec le Groupe de Liévin pour former le Groupe de Lens-Liévin. Le puits no 6, d'une profondeur de 240 mètres, est remblayé en 1959, mais la plupart des installations sont conservées.

### Reconversion
Au début du XXIe siècle, Charbonnages de France matérialise la tête de puits. Le BRGM y effectue des inspections chaque année. L'essentiel des bâtiments a été conservé. Un sondage de décompression S51 est entrepris à 39 mètres au nord-est du puits no 6 du 18 octobre au 25 novembre 2004. D'un diamètre de quatorze centimètres, il a atteint la profondeur de 172 mètres,.
Le chevalement et ses bâtiments attenants, vestiges de l'ancienne fosse no 6, font l’objet d’une inscription au titre des monuments historiques depuis le 23 novembre 2004. La fosse no 6 fait partie des 353 éléments répartis sur 109 sites qui ont été inscrits le 30 juin 2012 sur la liste patrimoine mondial de l'Unesco. Elle constitue une partie du site no 63.
En 2018, une procédure d'expropriation à l'encontre du propriétaire ferrailleur est en cours en raison d'un « état d’abandon manifeste ». Un cabinet d’études est chargé de trouver une destination culturelle et touristique au site pour l'horizon 2023.

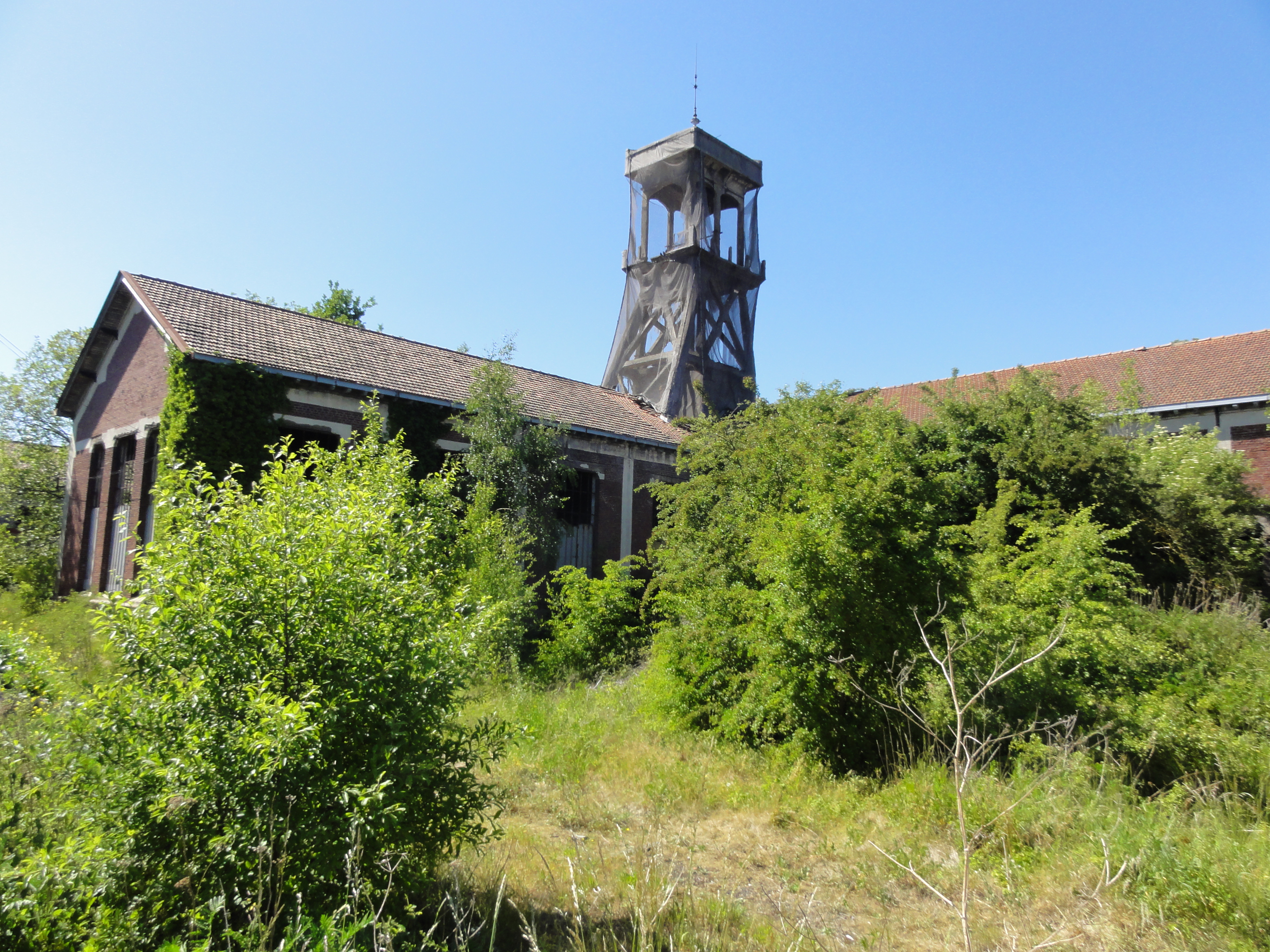
Vue générale de la fosse.
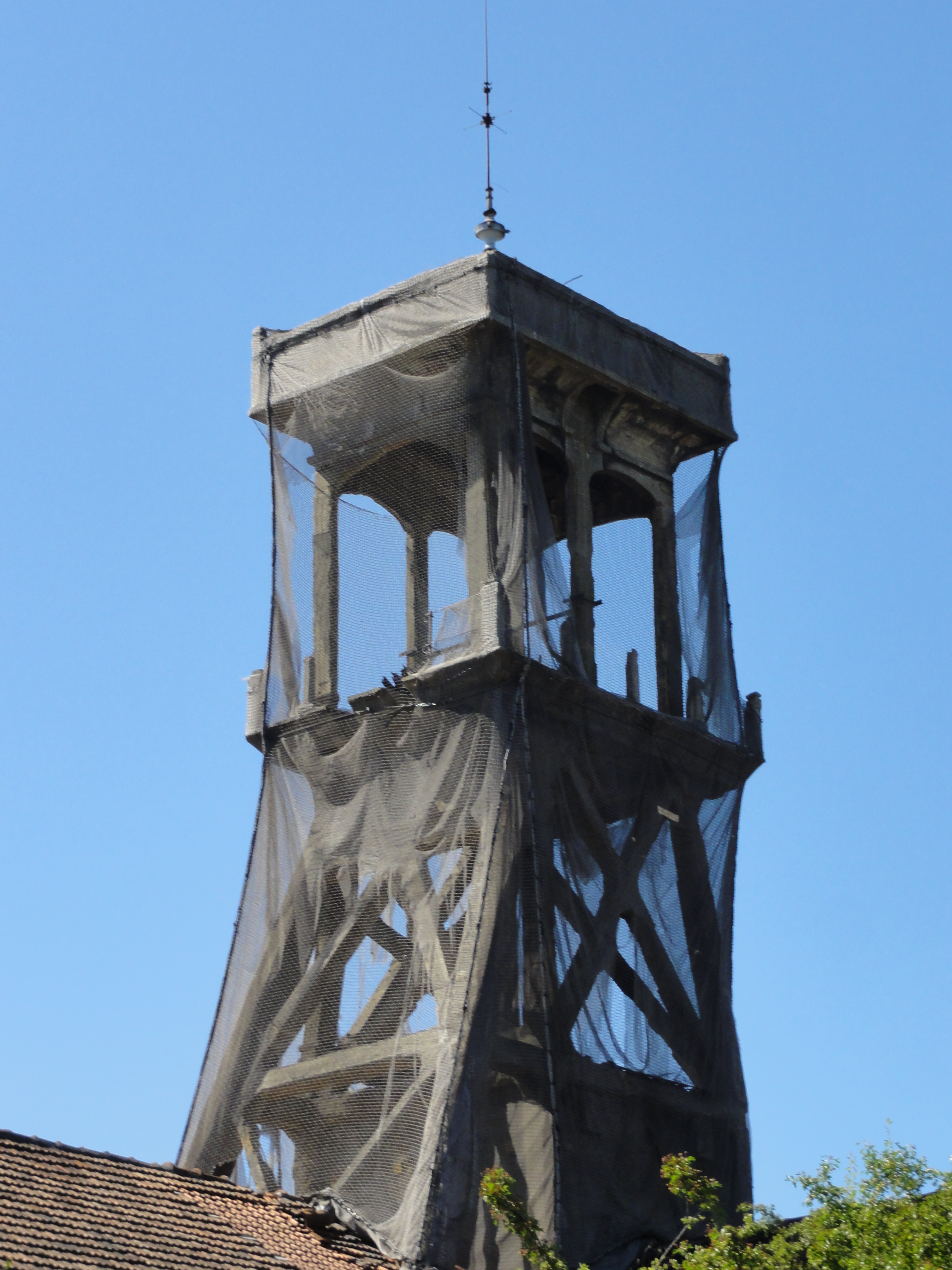
Détail du chevalement.
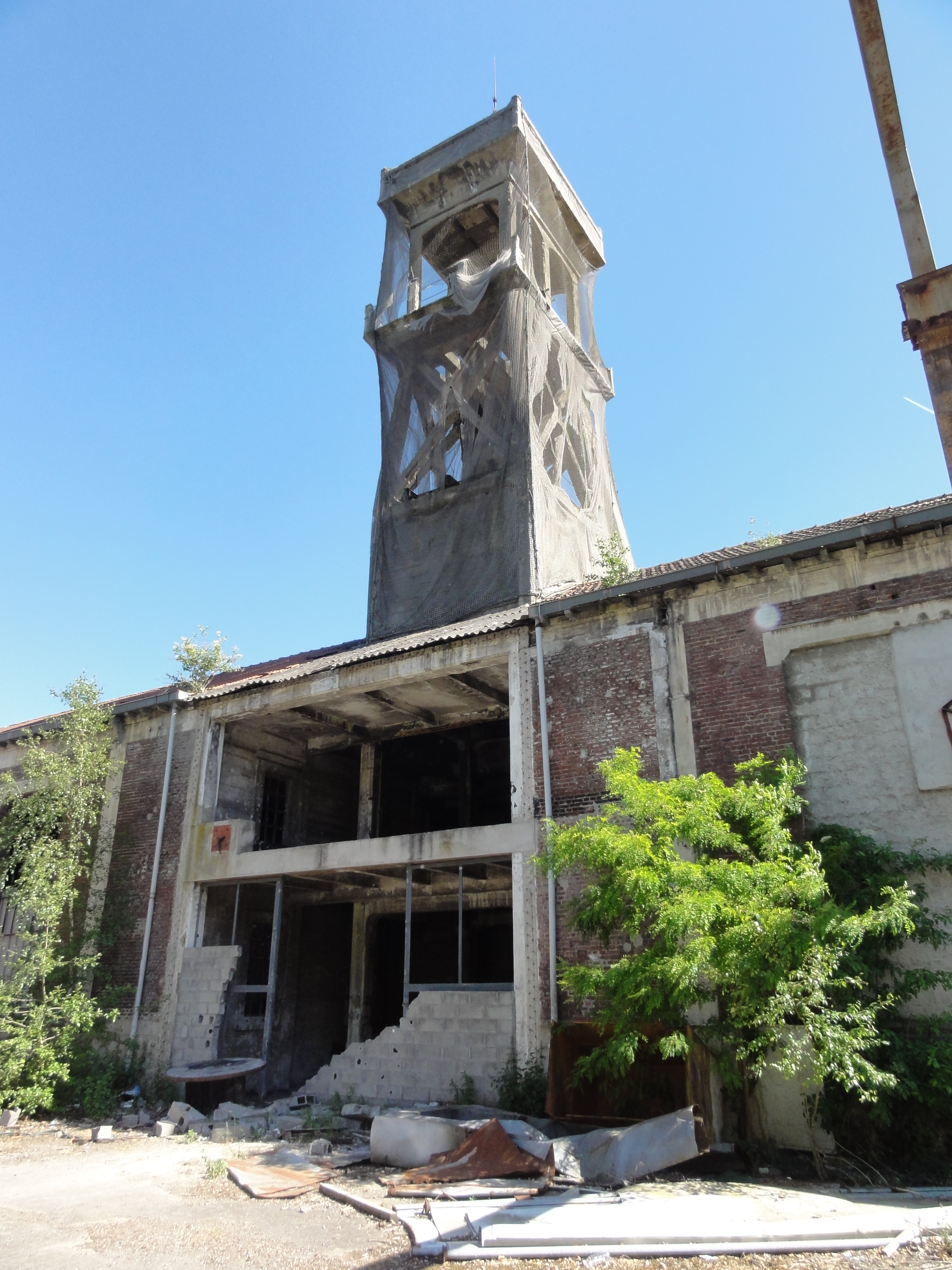
Vue arrière du chevalement.
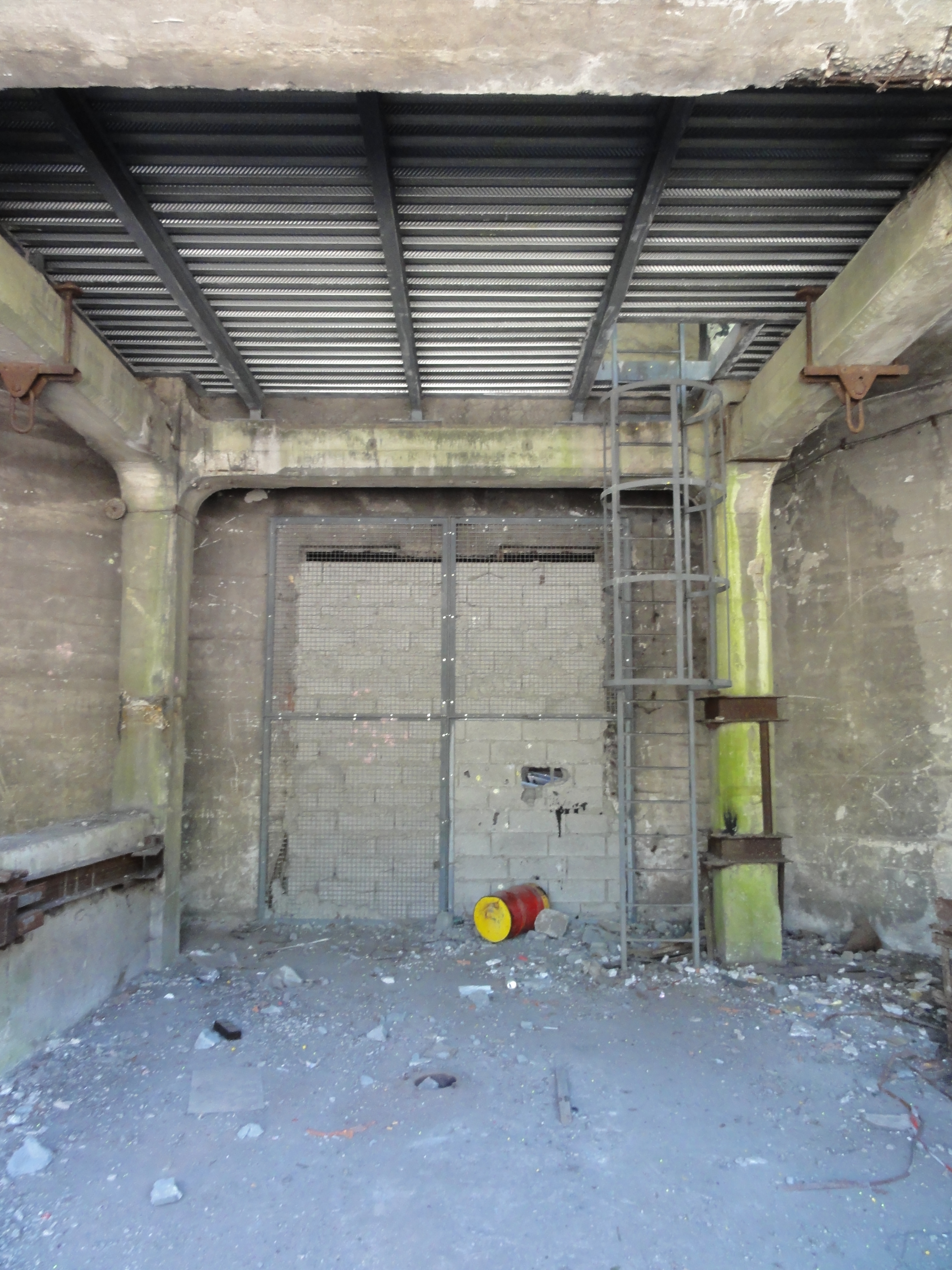
L'orifice du puits.
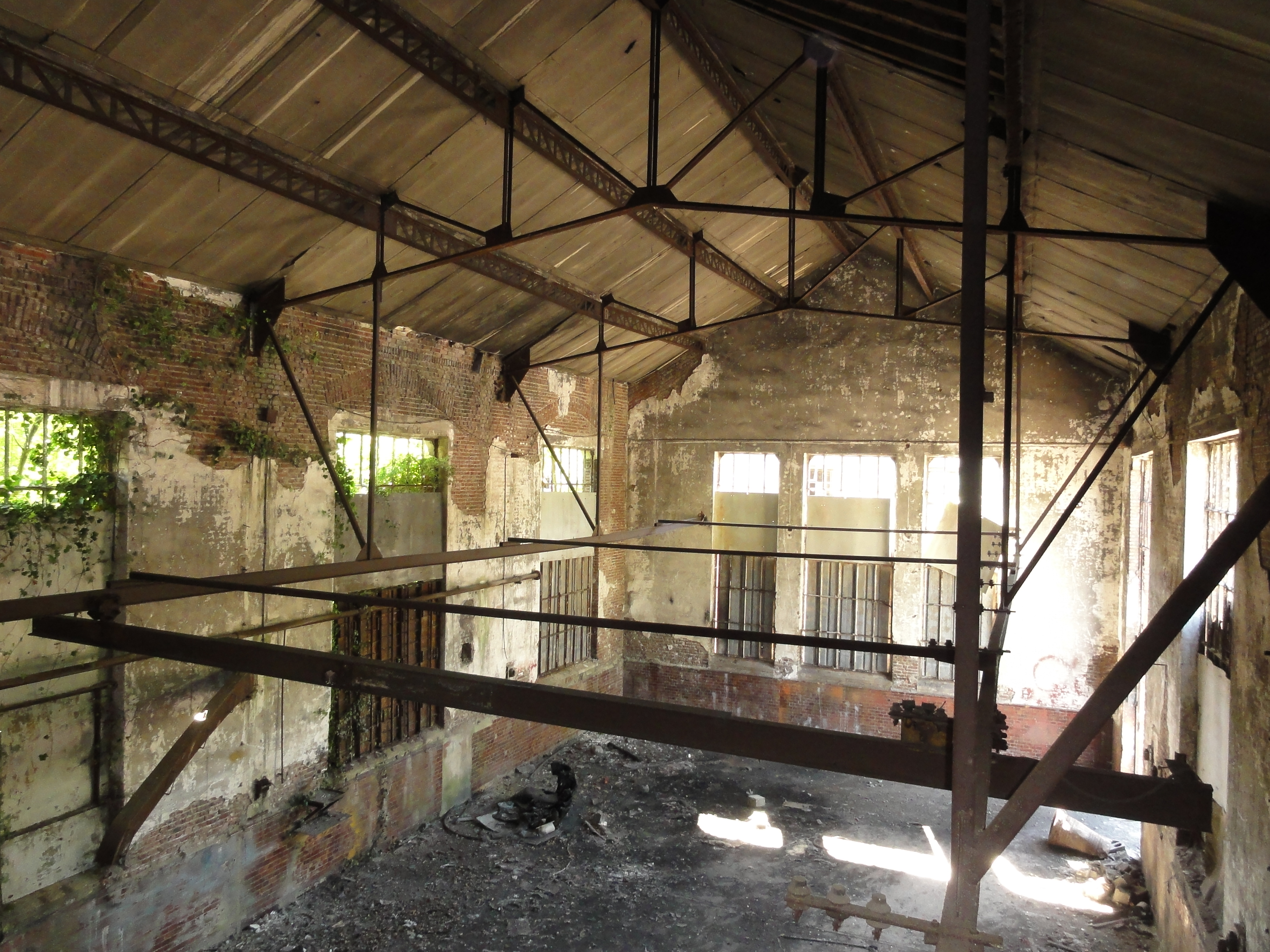
L'intérieur du bâtiment principal.
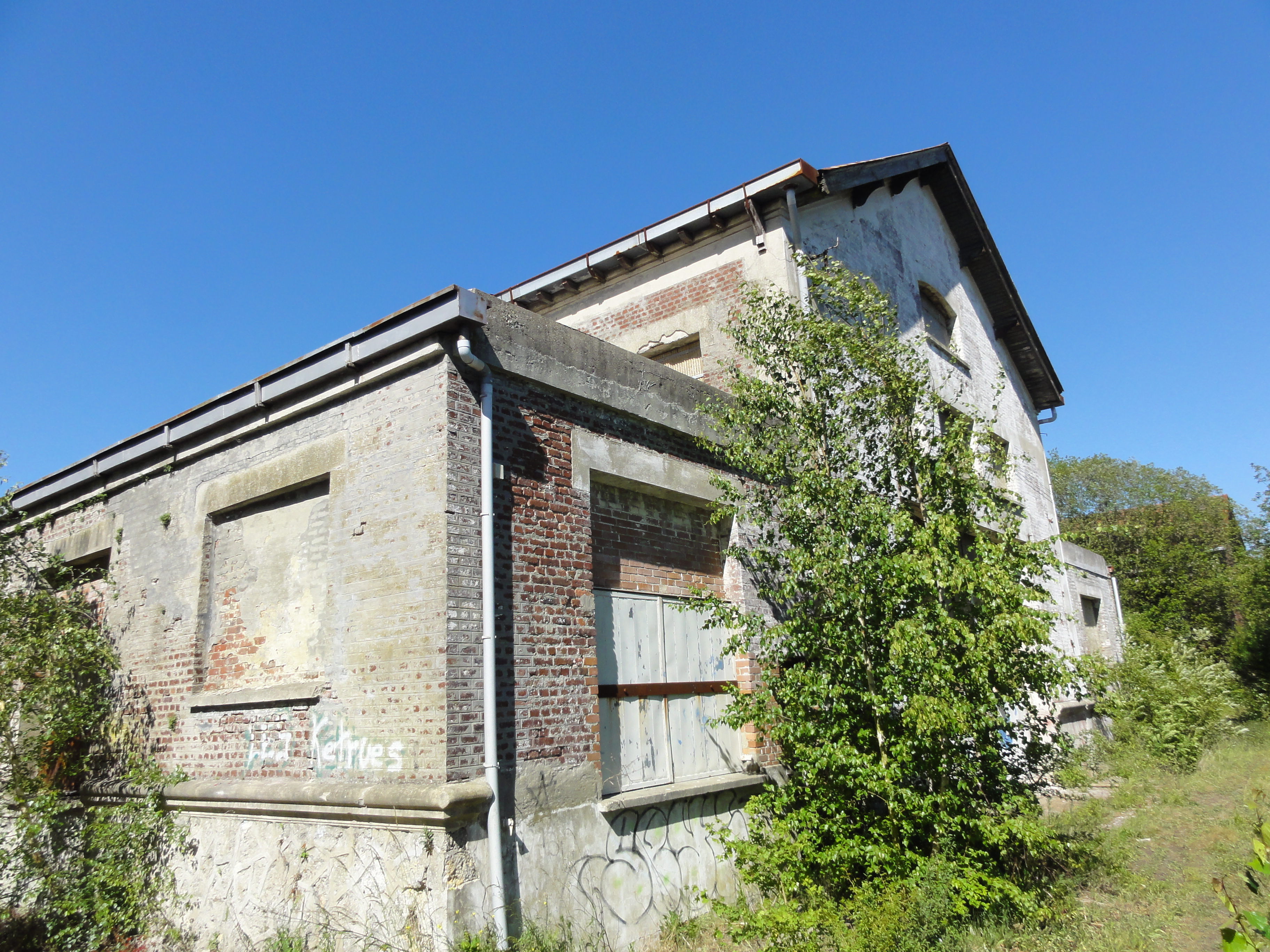
Un des bâtiments annexes.

## La cité

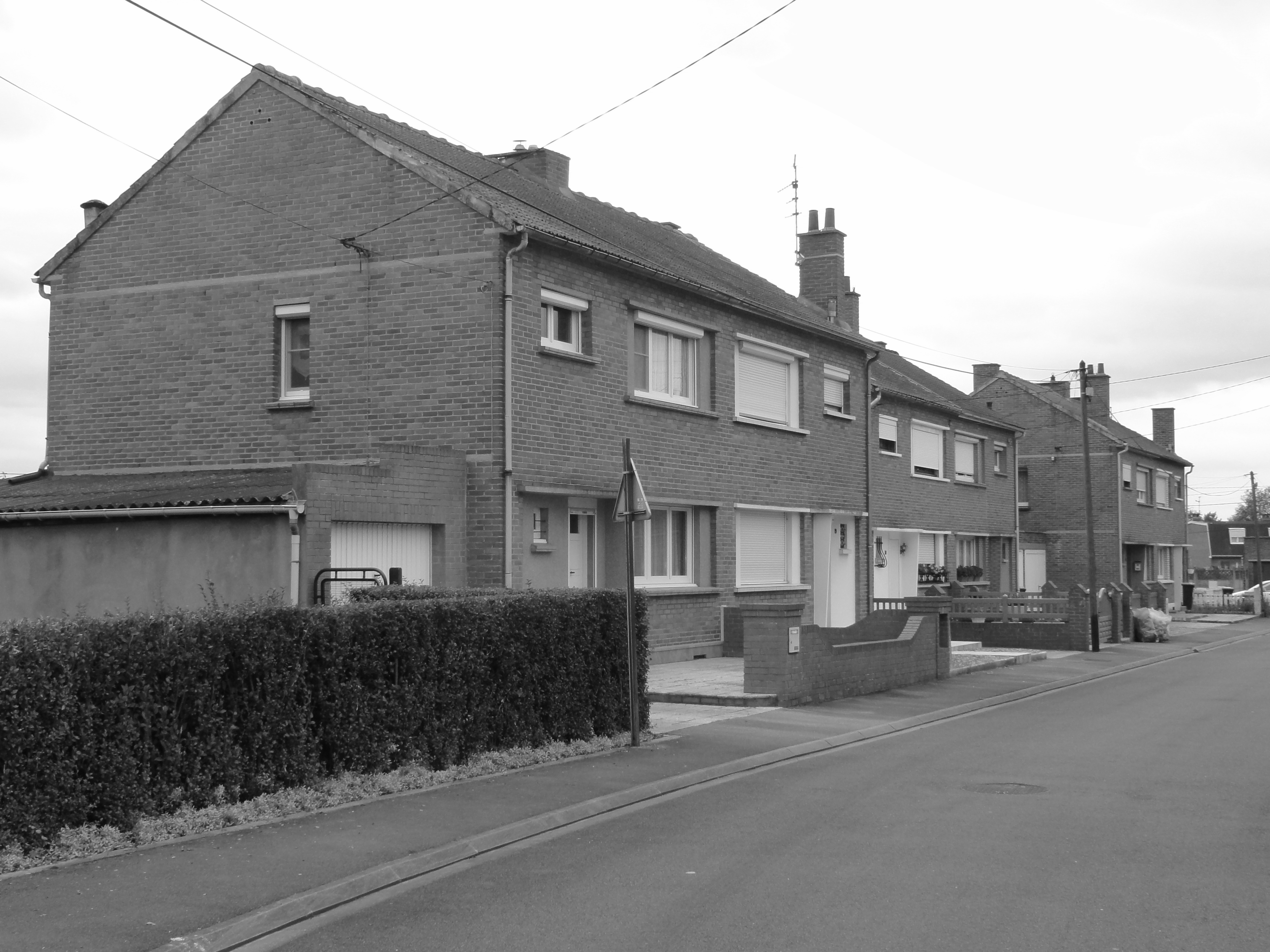
La cité.

Quelques habitations ont été construites après la Nationalisation au sud-est de la fosse.